# Rodolphe Salis
Pour les articles homonymes, voir Salis.
Rodolphe Constant Maximin Salis, né le 29 mai 1851 à Châtellerault (Vienne) et mort le 20 mars 1897 à Naintré (Vienne), est un  cabaretier français.
Il est le créateur, animateur, et propriétaire du célèbre cabaret parisien Le Chat noir.

## Biographie
Fils d'un limonadier de Châtellerault, Rodolphe Salis, arrivé à Paris en 1872 à la sortie du régiment, s'installe au Quartier latin, à l'hôtel de Rome, rue de Seine. Il fonde « l'école vibrante ou iriso-subversive de Chicago », pour donner de l'importance à son groupe artistique et surtout pour inspirer confiance aux éditeurs d'imageries religieuses. Il fabriquait en effet, pour vivre, des chemins de croix et autres objets de piété qu'il peignait en série avec des amis.

« En fait, elle avait surtout pour but immédiat mais non avoué la confection en série de  chemins de croix à huit et quatorze francs pièce pour un magasin d'objets religieux du quartier Saint-Sulpice. La besogne, ô combien fastidieuse était répartie entre les quatre "écoliers" selon leurs dispositions particulières. René Gilbert peignait les têtes, Wagner les mains, Antonio de la Gandara les draperies, Salis, enfin, les fonds et les paysages. »

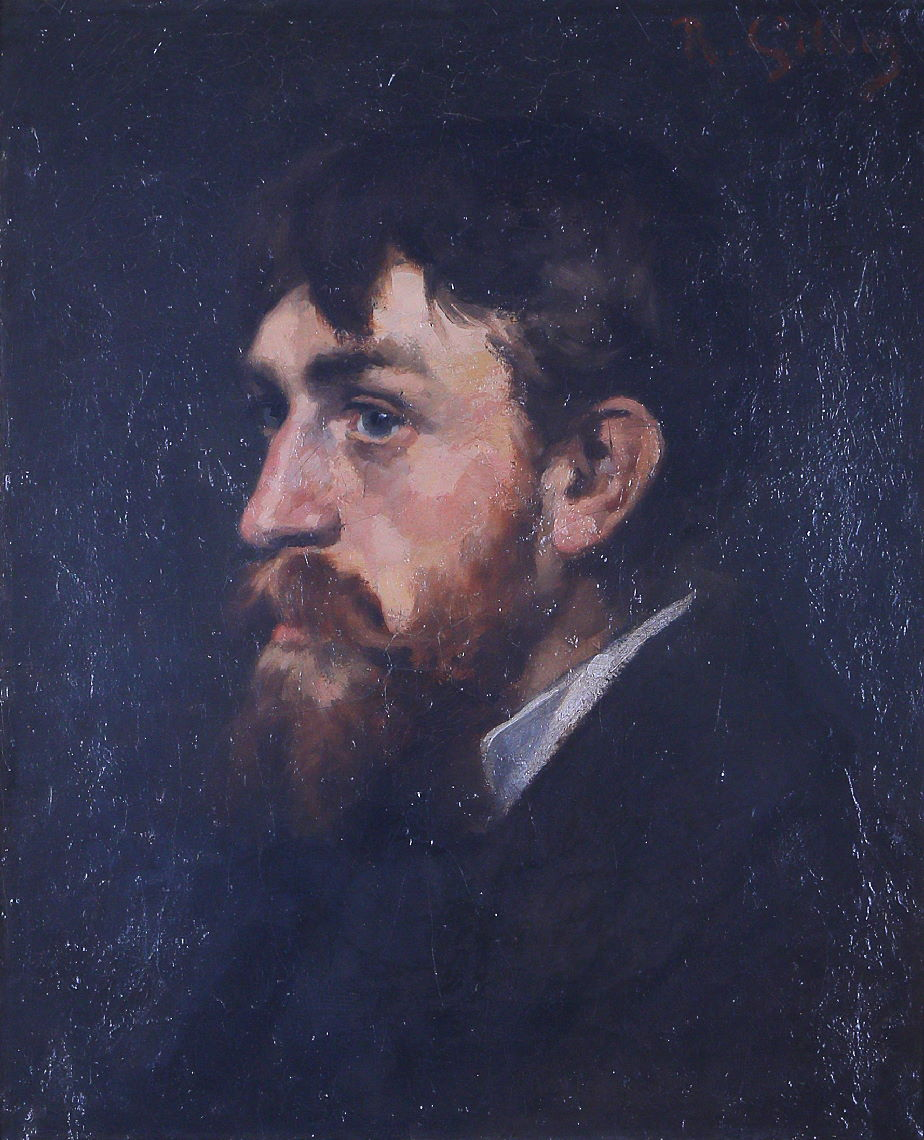
Portrait de Rodolphe Salis.

Pour associer l'art et le débit de boisson, il a l'idée de créer un café « du plus pur style Louis XIII… avec un lustre en fer forgé de l'époque byzantine et où les gentilshommes, les bourgeois et manants seraient dorénavant invités à boire l'absinthe habituelle de Victor Hugo et celle que préférait Garibaldi et de l'hypocras dans des coupes d'or ». En réalité, le premier cabaret Le Chat noir, ouvert en novembre 1881, commence par servir du mauvais vin dans un décor sommaire, mais déjà, à la porte, les clients sont accueillis par un Suisse splendidement chamarré, couvert d'or des pieds à la tête, chargé de faire entrer les peintres et les poètes tout en laissant dehors les « infâmes curés et les militaires ». Salis, pince-sans-rire, faisait admirer sur une haute cheminée de marbre « le crâne de Louis XIII enfant ». En 1883, il réalise un dessin, intitulé Des discours ?, pour illustrer la pièce, Le Rêve d'un Viveur, de Jean-Louis Dubut de Laforest, il est publié dans le recueil de la pièce.

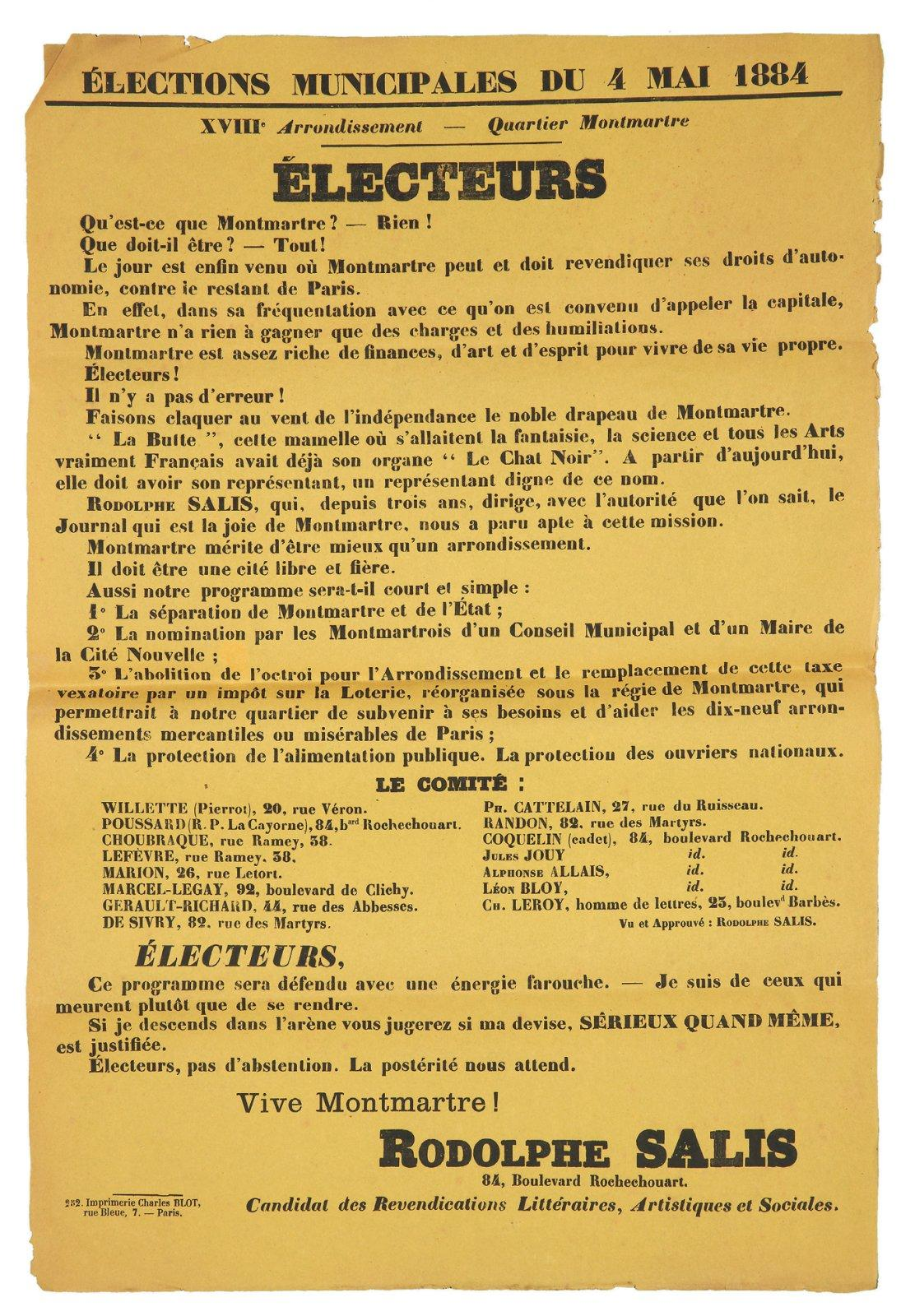
Affiche électorale, 1884.

Le 10 juin 1885, en grande pompe, Salis déménage du 84, boulevard Rochechouart pour emménager dans le nouveau local situé au 12, rue Laval (aujourd'hui Victor-Massé) et y installe son second cabaret Le Chat noir, animé par Pere Romeu, dans les locaux du peintre Alfred Stevens, où sont jouées des pièces pour un théâtre d'ombres imaginé par Henri Rivière.
Cette migration a été décrite dans diverses revues d'époque. On y pouvait lire que le portrait du gentilhomme des Grisons par La Gandara était porté en triomphe au milieu des hallebardiers. La Gandara fit les portraits charges de la plupart des chansonniers du Chat Noir (Goudeau, Rivière, Salavy, Somm, Moréas, Willette, Jouy, Baroy, Croes…). On retrouve ces dessins dans le livre d'or du cabaret conservé à la Bibliothèque historique de la ville de Paris.
Salis avait rencontré quelque temps auparavant Émile Goudeau, qu'il avait convaincu de transférer dans son établissement ses Hydropathes, lesquels se réunissaient jusqu'alors sur la rive gauche. Très rapidement, les poètes et les chansonniers qui se produisent au Chat noir attirent la meilleure clientèle de Paris. On y vient avant tout pour les reparties spirituelles, qui fusent souvent aux dépens des clients, interpellés d'un « Tiens, t'es finalement sorti de prison ? » ou d'un « Qu'est-ce que t'as fait de ta poule d'hier ? » à un nouveau client visiblement accompagné de sa femme. Un soir, le futur roi Édouard VII y est apostrophé en ces termes : « Eh bien, regardez-moi celui-là : on dirait le prince de Galles tout pissé ! »[réf. nécessaire]
Tous les vendredis, un déjeuner est l'occasion de préparer les spectacles et la revue humoristique. D'une pingrerie légendaire, Rodolphe Salis trouve toutes les excuses du monde pour ne pas payer son personnel, ses fournisseurs et ses artistes. Le succès aidant, il demande même à être payé par ceux qu'il accueille au Chat noir. Mais son bagout, son sens de l'organisation, sa personnalité exceptionnelle attirent dans son établissements les artistes de toute sorte et un public toujours plus nombreux. Il a l'idée de jouer de la musique dans son cabaret en y installant un piano, innovation alors interdite, ce qui lui permet de prendre l'avantage sur la concurrence et surtout de provoquer la naissance de la chanson de cabaret.
« Homme carré d'épaules, roux de poil et de teint vermillonné », écrit Laurent Tailhade, « sans âge encore que bedonnant, le visage griffé de nombreuses rides, il poitrinait dans un romantique pourpoint dont le satin à ramages contrastait avec la sobriété d'une redingote sombre. Intacte, sa chevelure fauve s'accordait avec sa barbe cuivrée et lui donnait l'air d'un reître flamand… Baryton de bronze, emphatique, mordant et goguenard dont les tonnerres bafouaient cyniquement les philistins… Prodigieuse nature de charlatan. »

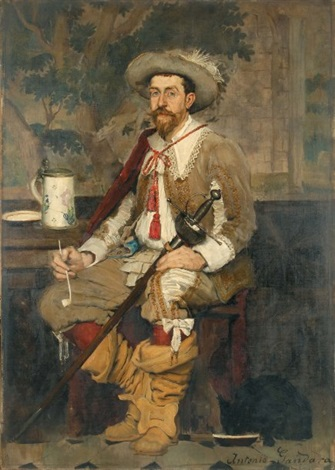
Portrait de Rodolphe Salis, par Antonio de La Gandara.

Dans les années 1890, il se lance dans des tournées dans toute la France, louant — chose qui ne se faisait pas à l'époque — les théâtres et établissements où il se produit, encaissant toutes les recettes et refusant souvent, sous divers prétextes, de payer le prix de la location de la salle.[réf. nécessaire]
Il est inhumé au cimetière Saint-Jacques de Châtellerault.

Le cabaret du Chat noir
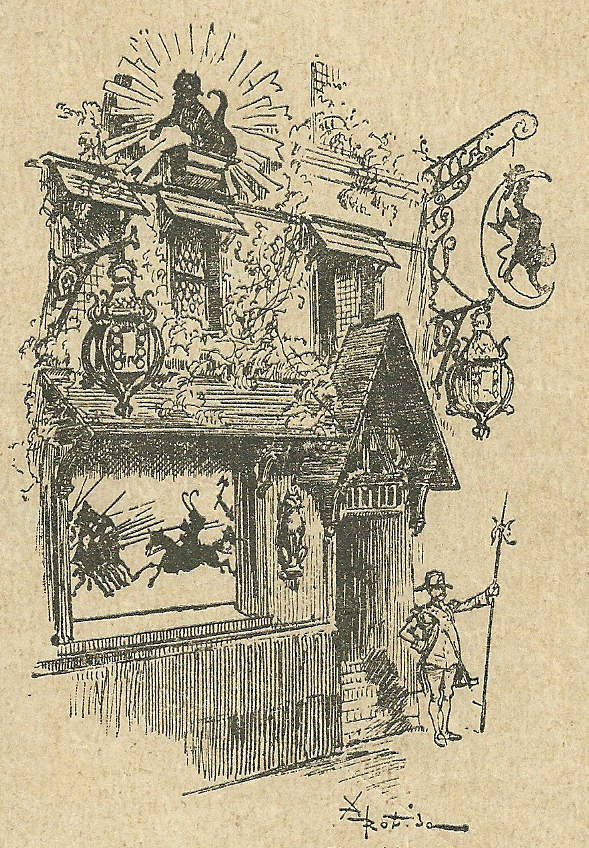
Le cabaret du Chat noir vu par Albert Robida.
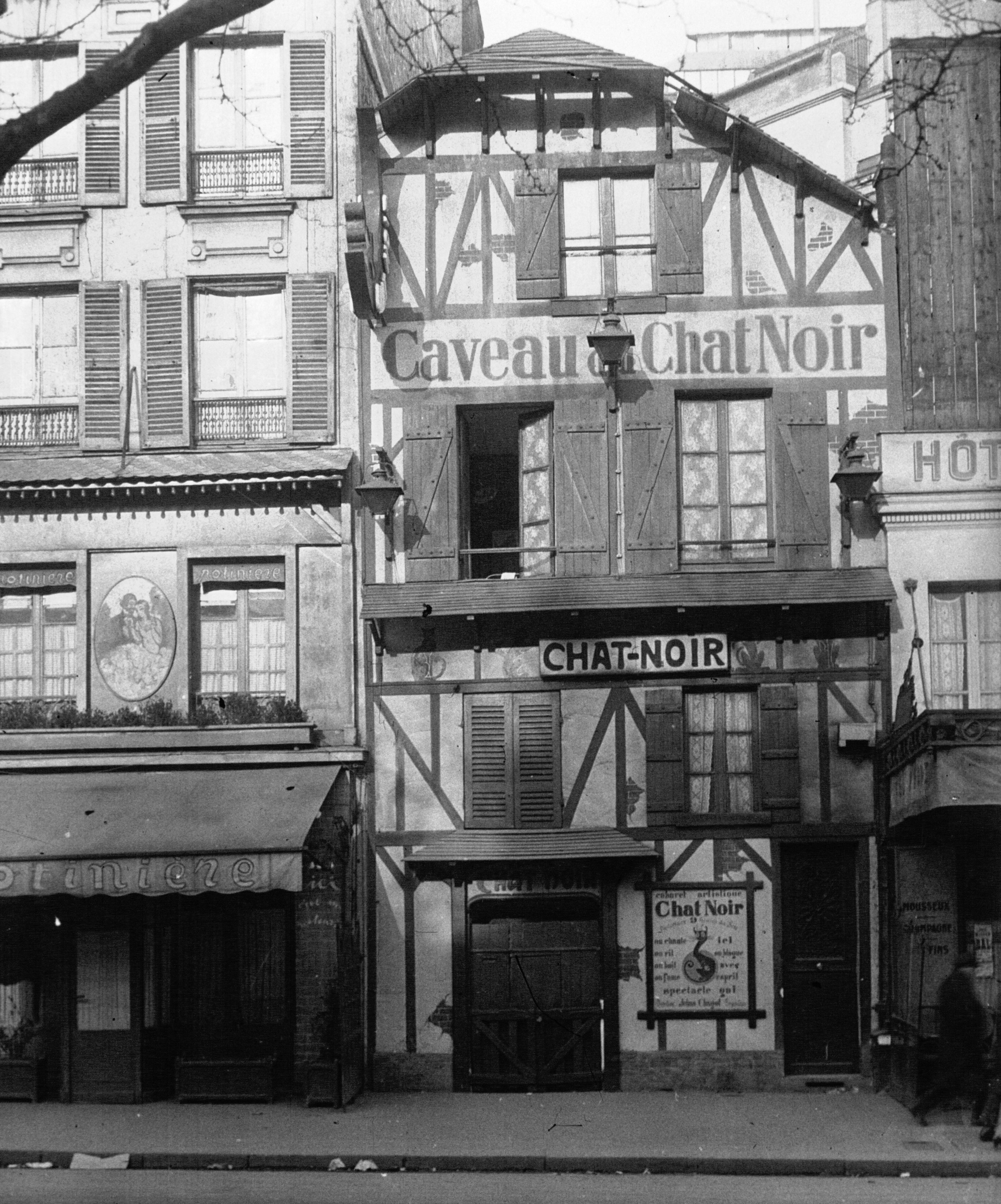
Le Chat noir en 1929.
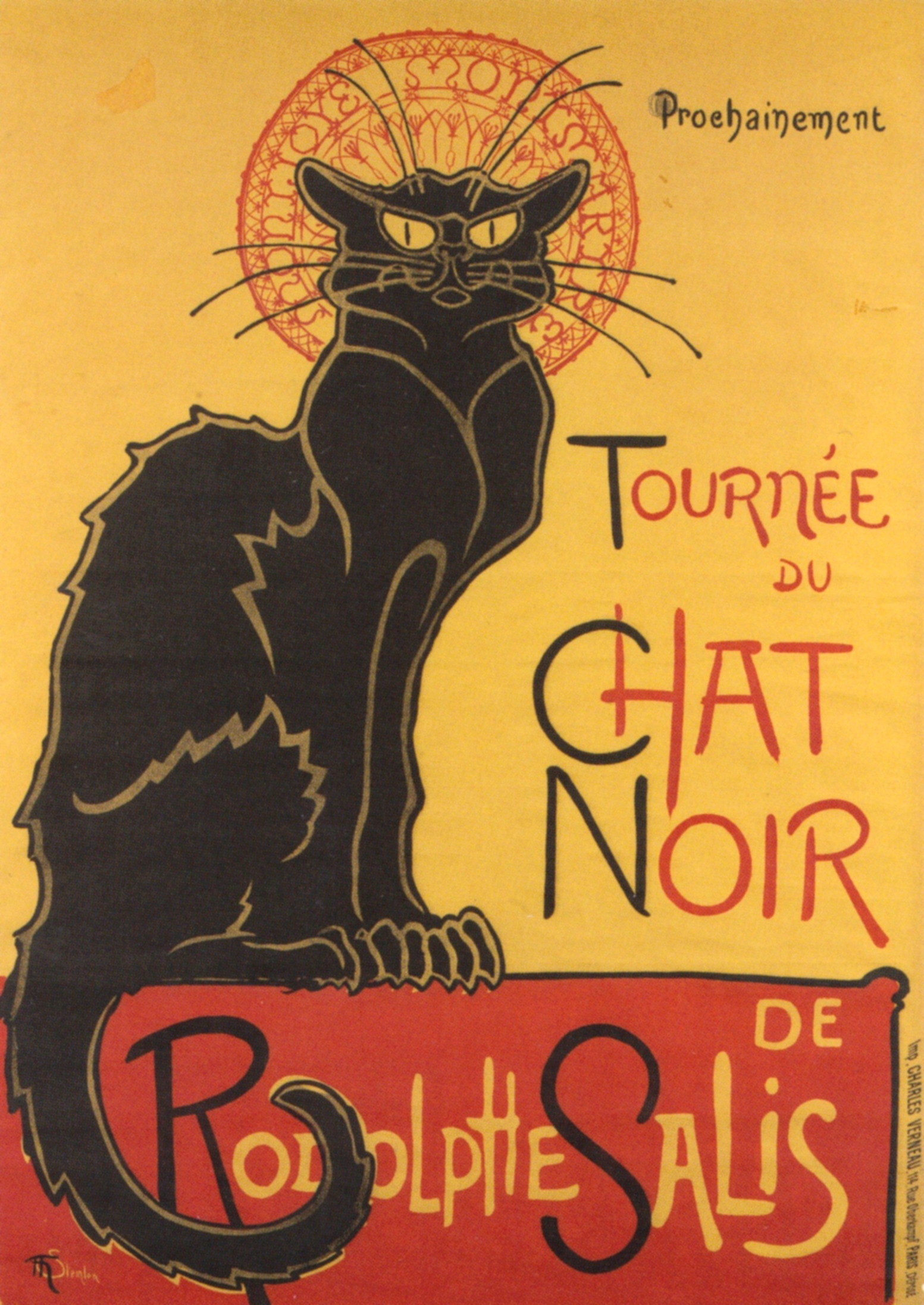
Steinlen, Tournée du Chat noir, 1896.
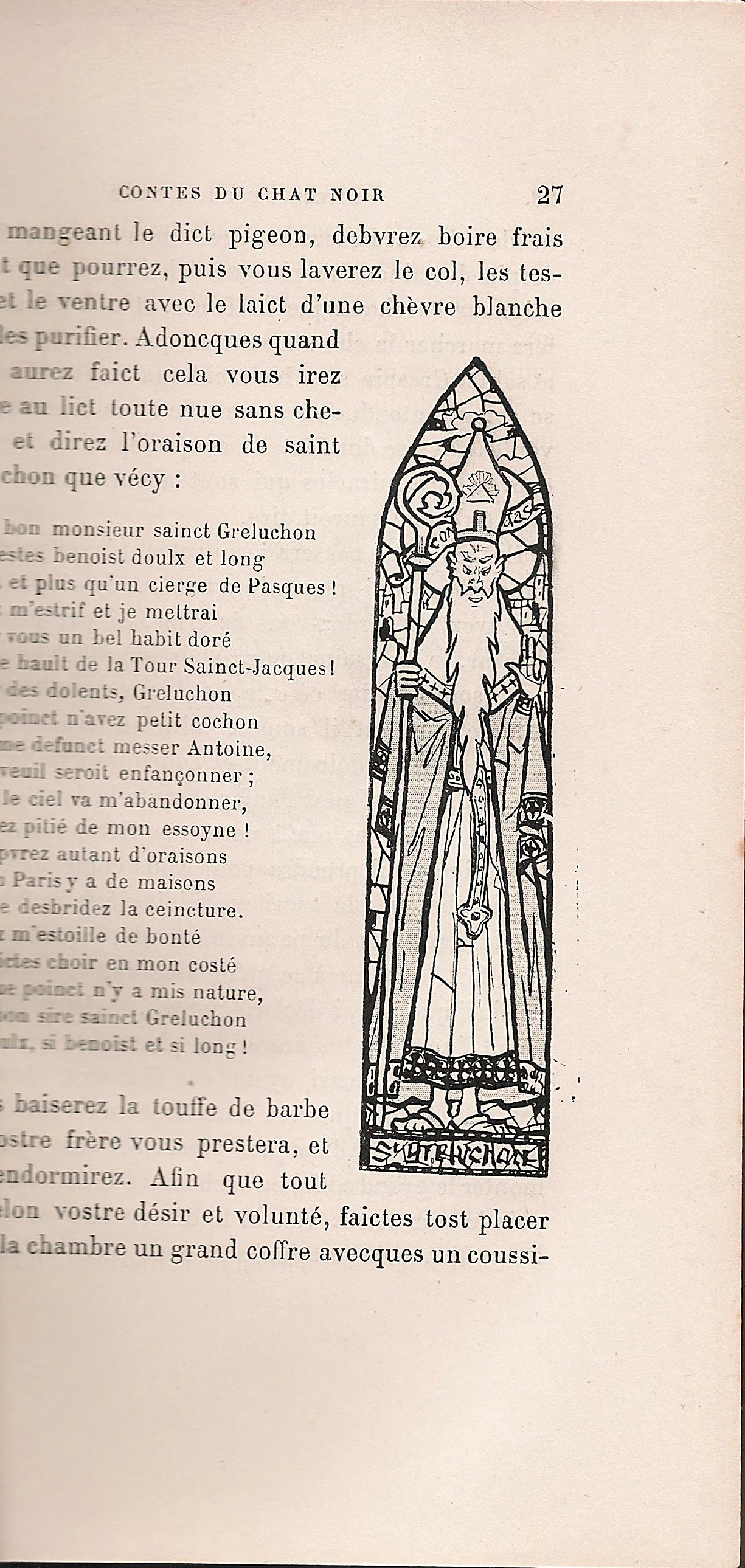
Saint Greluchon, page des Contes du Chat Noir.

## Publications
- Les Contes du Chat Noir, Paris, La Librairie illustrée.

## Hommages
- Dans le département de la Vienne, plusieurs rues portent son nom (à Châtellerault, Naintré et Marigny-Brizay).
- Au 68, boulevard de Clichy à Paris est posée une plaque mentionnant : « Ici s'élevait le caveau du Chat Noir fondé par Rodolphe Salis[14]. »

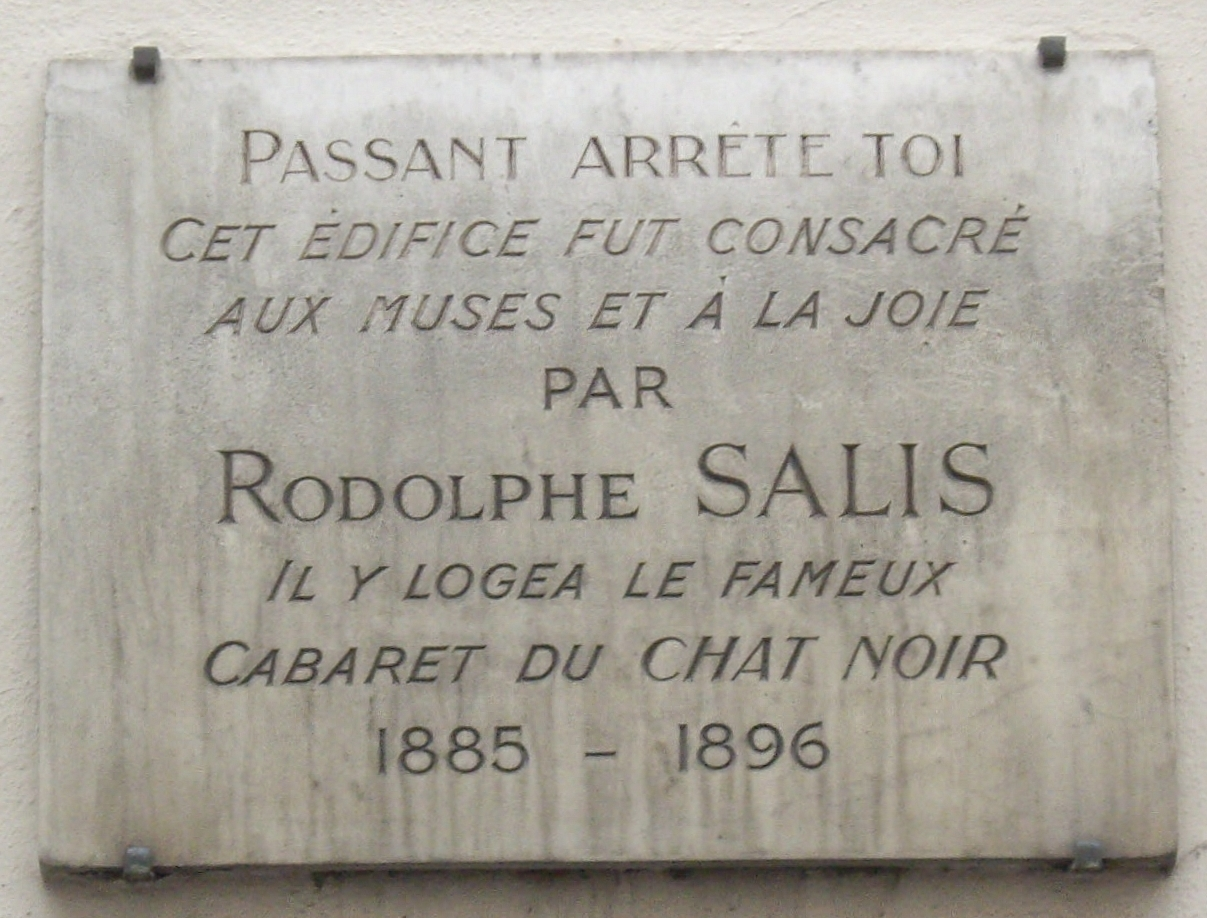
Plaque commémorative au 12, rue Victor-Massé à Paris.
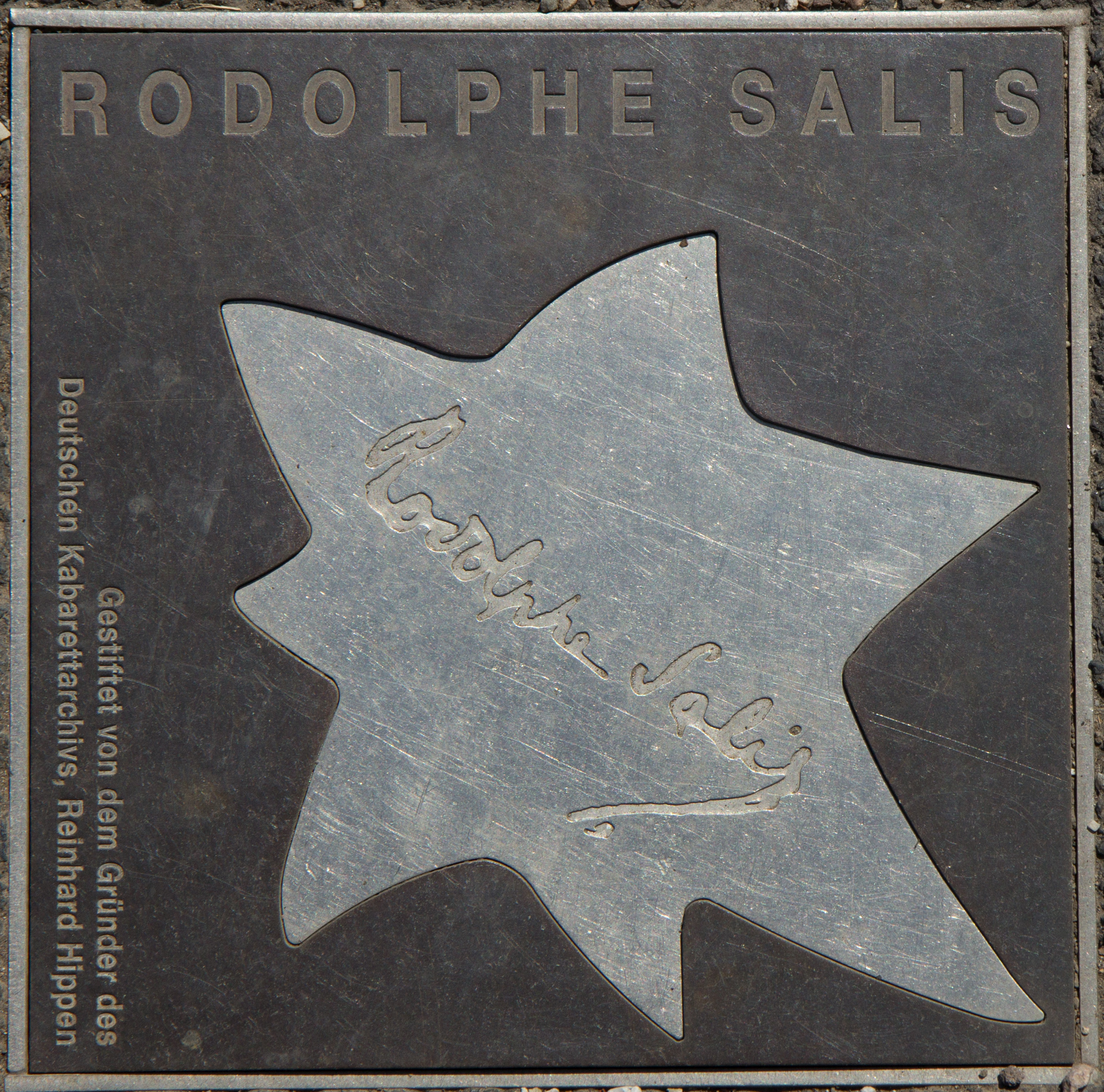